# Bilinga
Bilinga é uma pequena vila da República do Congo

## Transporte
É servida por uma estação na Ferrovia Congo-Oceano perto do local onde uma nova rota ferroviária se desviou da rota original.

## Acidentes
Em 22 de junho de 2010, um grave descarrilamento de trem em uma ravina causou 72 ou mais vítimas.